# Friedrichshof (Panker)
Friedrichshof ist ein im Norden Wagriens gelegener holsteinischer Weiler.

## Geografie
Der ehemalige Meierhof ist ein Ortsteil der im nordöstlichen Teil des Kreises Plön gelegenen Gemeinde Panker. Die Ortschaft befindet sich etwa vier Kilometer nordwestlich von Lütjenburg – in dem die Amtsverwaltung der Gemeinde Panker ihren Sitz hat – und liegt auf einer Höhe von 102 m ü. NHN.

## Verkehr
Der Anschluss an das öffentliche Straßenverkehrsnetz wird durch eine Gemeindeverbindungsstraße hergestellt, die ein wenig nördlich des Ortsrandes von Darry von der Landesstraße L 165 abzweigt und die an Friedrichshof vorbei in den nordwestlich gelegenen Nachbarort Emkendorf weiterführt.